# Aprostoma pulawskii
Aprostoma pulawskii es una especie de coleóptero de la familia Zopheridae.

## Distribución geográfica
Habita en Costa de Marfil.